# Ángel Guerreros
Ángel Guerreros (ur. 7 stycznia 1953) – paragwajski lekkoatleta, olimpijczyk.
Guerreros wystąpił na Letnich Igrzyskach Olimpijskich 1972 w jednej konkurencji. W biegu eliminacyjnym na 100 m zajął ostatnie 7. miejsce z wynikiem 11,12 s. Wśród 85 startujących zawodników uzyskał czas lepszy wyłącznie od 6 z nich.
W 1972 roku zdobył srebrny medal mistrzostw Ameryki Południowej juniorów w biegu na 100 m (11,1 s), przegrywając wyłącznie z Brazylijczykiem Welbe Barreto.
Rekord życiowy w biegu na 100 m – 11,03 s (1975).